# University of Science and Technology of China
University of science and technology of china är ett universitet i Kina. Den ligger i provinsen Anhui, i den östra delen av landet, 900 km söder om huvudstaden Peking.
Universitetet hade drygt 16 000 studenter (2020) och placerade sig på 89:e plats 2020 i QS Universitetsvärldsrankning över världens bästa universitet.